# Oxynaspis rossi
Oxynaspis rossi är en kräftdjursart som beskrevs av Newman 1972. Oxynaspis rossi ingår i släktet Oxynaspis och familjen Oxynaspididae. Inga underarter finns listade i Catalogue of Life.